# Tesinotal
Das Tesinotal (italienisch Valle del Tesino) bezeichnet ein Tal im Osten des Trentino. Es wird aufgrund seiner Geomorphologie im Italienischen auch als Hochebene von Tesino (it. Altopiano del Tesino) bzw. als Tesinobecken (it. Conca del Tesino) oder nur als Tesino bezeichnet.

## Geografie
Das Tesino liegt in den Fleimstaler Alpen nördlich der Valsugana am Lauf des Torrente Grigno. Es ähnelt einem Kreuz mit dem zu Füßen der Cima d’Asta gelegenen Valle di Malène, durch das der Grigno in südöstlicher Richtung fließt und bei Pieve Tesino und Castello Tesino sich beckenartig zu einer Hochebene weitet. Hier liegen mit den zwei genannten Orten sowie mit Cinte Tesino auch alle drei Orte des Tesino, die zugleich eigenständige Gemeinden bilden. Diese zwischen 800 und 900 m hohe Hochebene liegt an der Schnittstelle des aus Plutoniten bestehenden Massivs der Cima d’Asta mit den südlich gelegenen aus Sedimentgesteinen bestehenden Bergen der Valsugana. Im daran anschließenden unteren Teil verengt sich Tal wieder, nimmt fast canyonartige Züge an und endet schließlich bei Grigno in der Valsugana.
Auf der Hochebene von Tesino bildet der Passo della Forcella (910 m) den westlichen Übergang über Bieno in die Valsugana, während östlich das Valle Reneda nach Lamon in die Provinz Belluno hinabführt. Im Nordosten ist das Tesino über den Passo Brocon (1615 m) mit dem Valle del Vanoi verbunden.

## Geschichte
Erste Siedlungen in der Gegend stammen aus der Bronzezeit. Durch die Nähe zu der Römerstraße Via Claudia Augusta entstanden um 50 v. Chr. Siedlungen und Burgen in der Gegend. Hier gehörte das Tal zur Regio X Venetia et Histria (10. Region Venetien und Istrien) der Regioni dell’Italia augustea. Seit dem Jahr 750 unterstanden die Gemeinden des Tesinotal dem Bischof von Feltre.

## Bilder

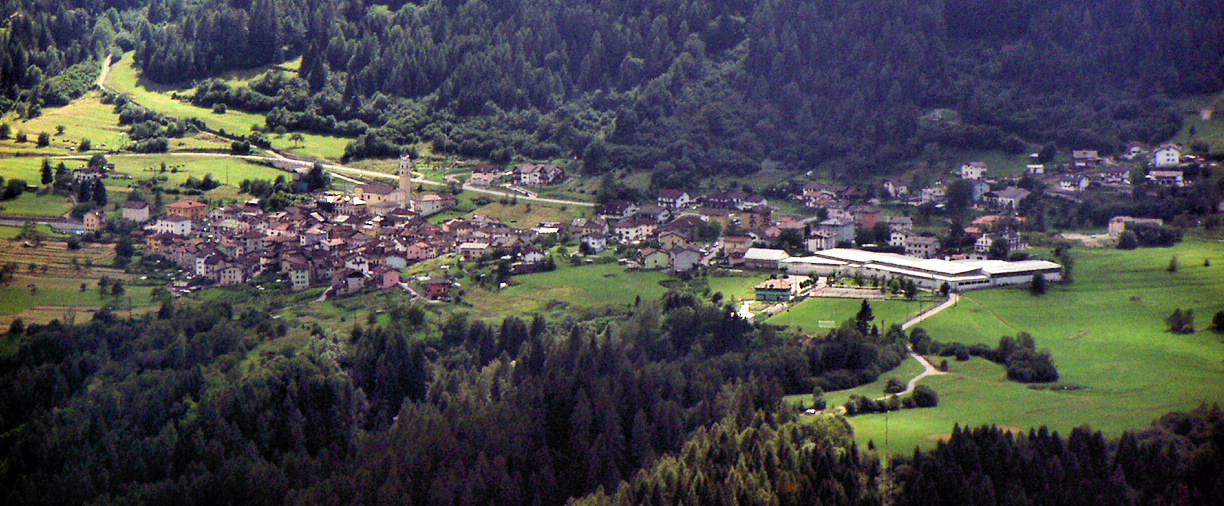
Cinte Tesino
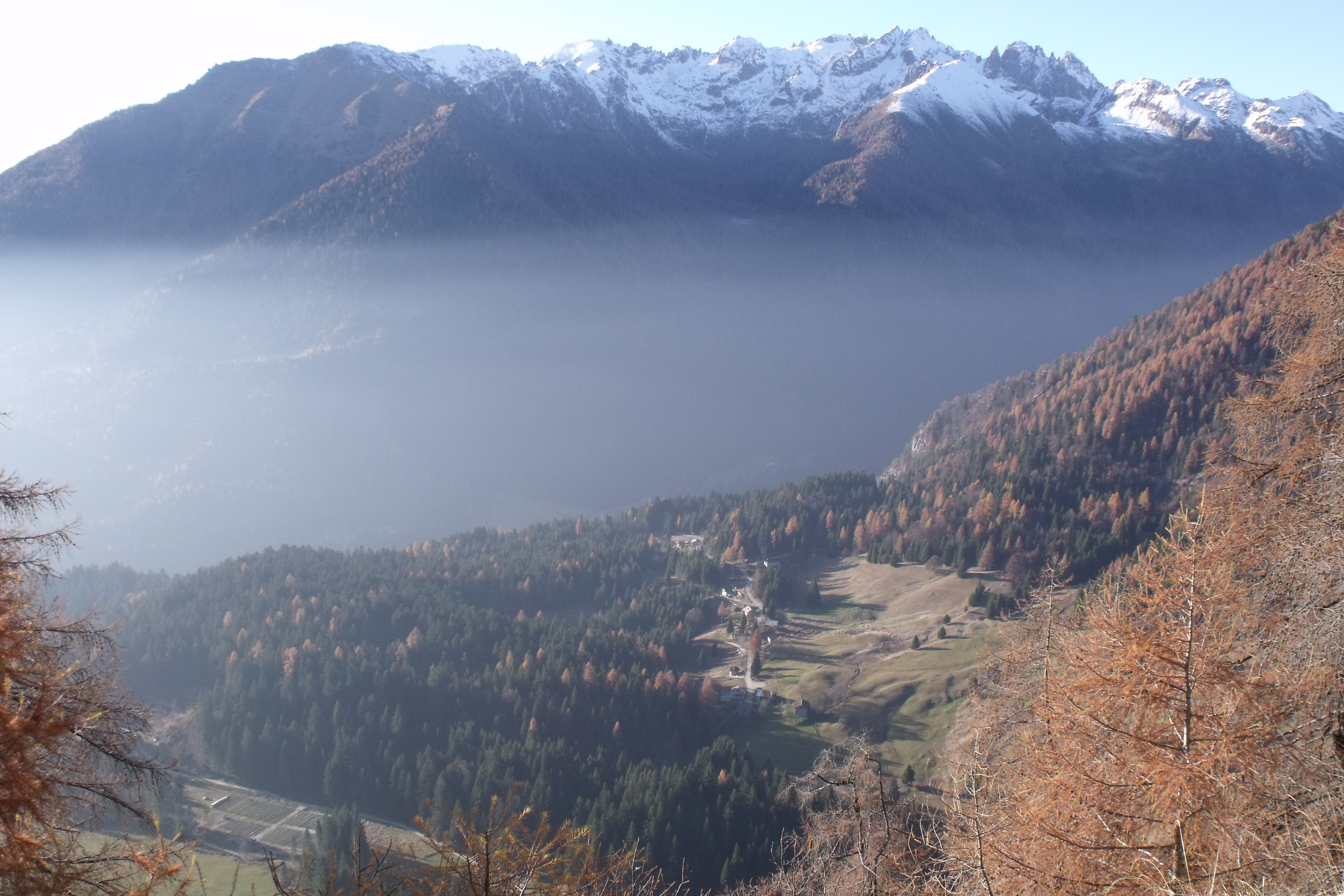
Panorama des Tesino bei Fradea
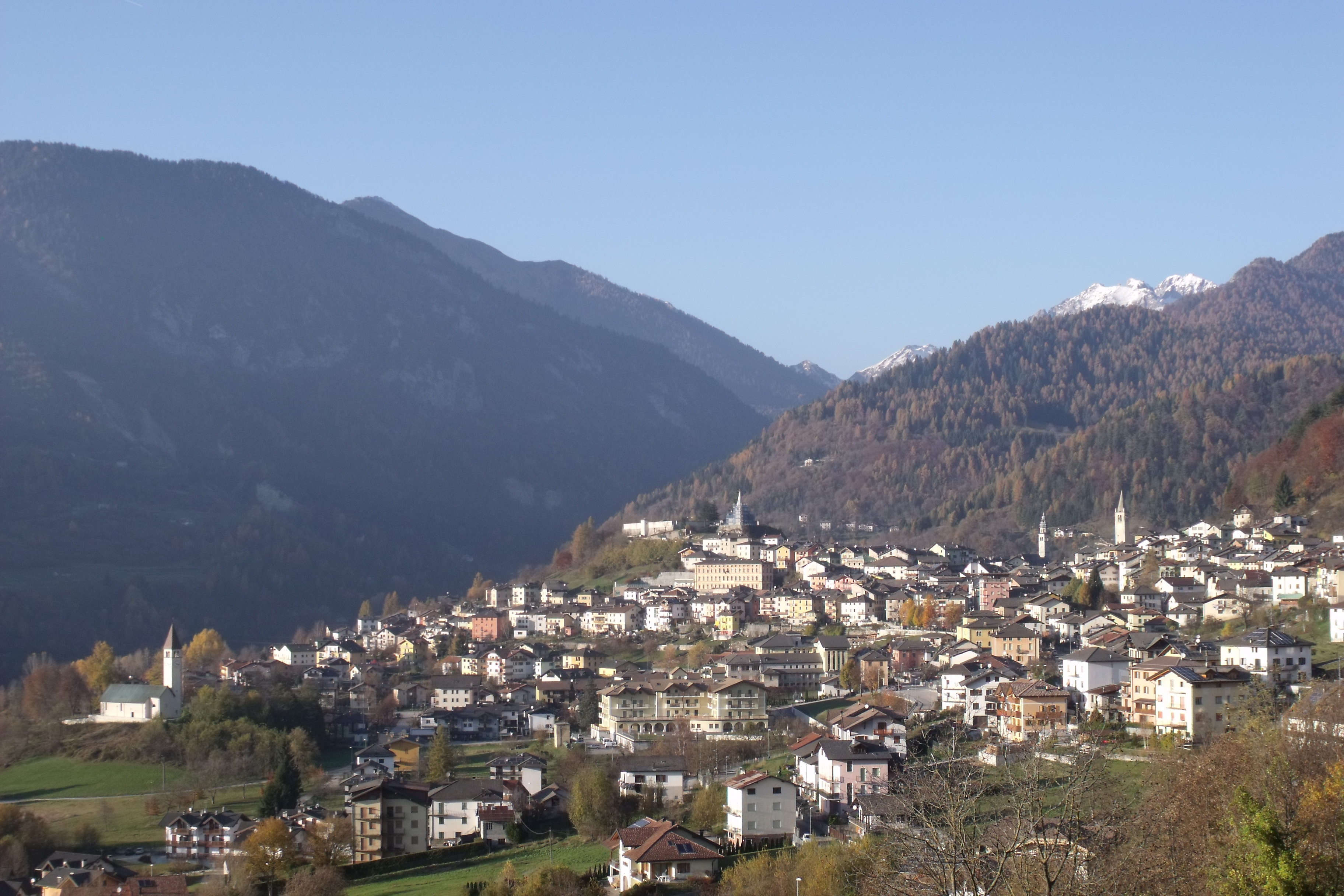
Castello Tesino mit dem Valle di Malène im Hintergrund
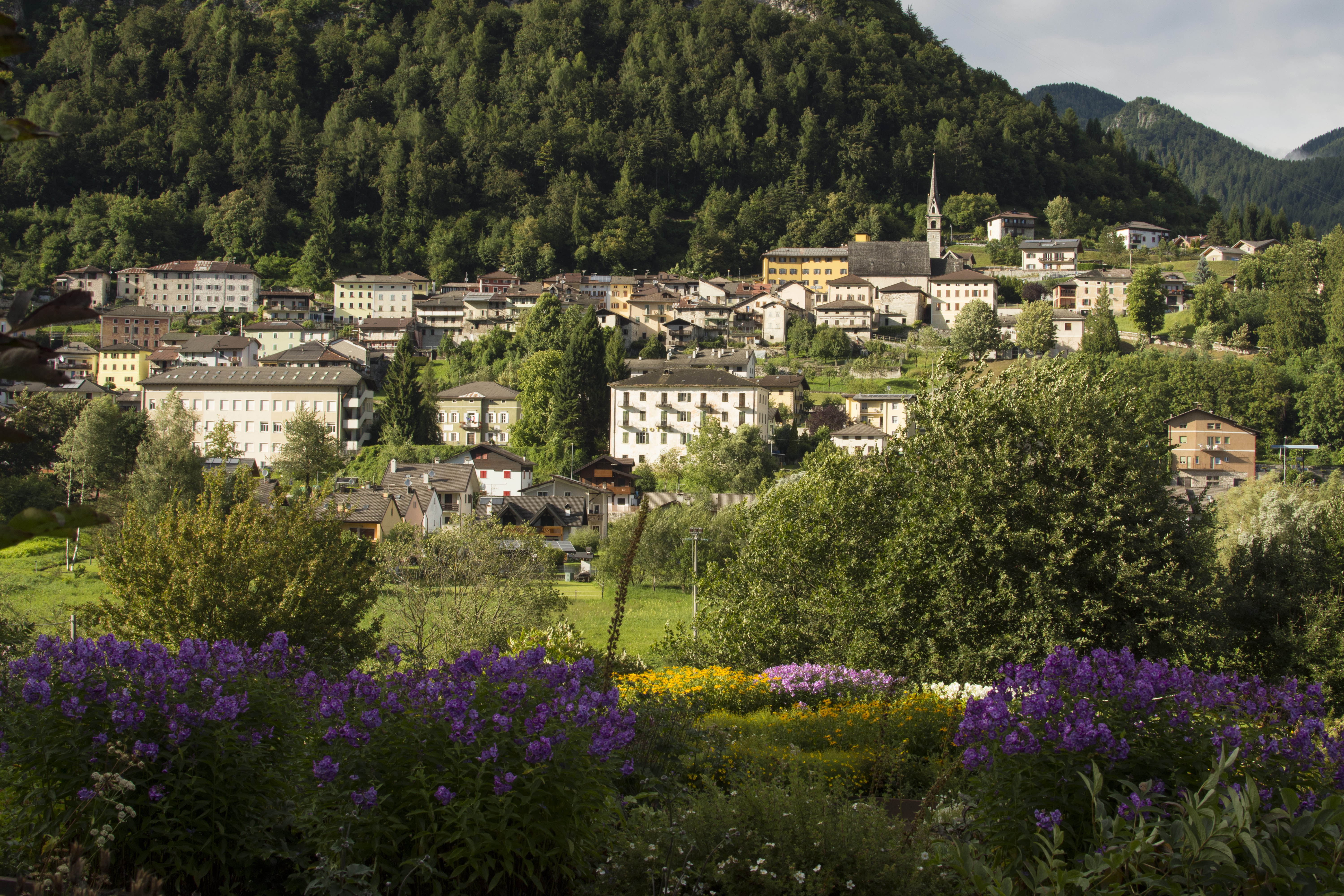
Pieve Tesino